# Aeroporto di Esbjerg
L'aeroporto di Esbjerg è un aeroporto danese situato nella regione della Danimarca meridionale, a 9,2 km da Esbjerg.

## Caratteristiche
L'aeroporto è stato aperto il 4 aprile 1971 ed, in virtù della sua posizione sul Mar del Nord, è utilizzato come eliporto per piattaforme di estrazione di petrolio e gas.